# OS X v10.8
OS X v10.8 Mountain Lion é uma das versões do sistema operacional OS X. Foi anunciado no dia 16 de Fevereiro de 2012 e lançado no dia 25 de Julho de 2012. No mesmo dia em que foi anunciado, uma versão de testes para desenvolvedores foi disponibilizada.
O Mountain Lion conta com mais de 200 novidades, muitas inspiradas no sistema operacional iOS, como o aplicativo de Notas, Lembretes e Game Center, além da integração com o Twitter e Facebook.
OS X Lion Mountain substitui o iChat por Mensagens, que inclui suporte para o iMessage, que permite aos usuários enviar mensagens ilimitadas para outros Macs (executando 10,8 ou posterior), iPhones, iPads e iPod Touches (rodando iOS 5 ou posterior). Ele também inclui a versão mais recente do navegador Safari, o Safari 6. Outro recurso do iOS incluído no Mountain Lion é a Central de Notificações, um painel lateral que fornece uma visão geral dos alertas de aplicações. O OS X 10.8 também é bem integrado com o iOS 6 e tem um estilo semelhante.
O Mountain Lion vendeu três milhões de unidades nos primeiros quatro dias, tornando-se o mais bem sucedido lançamento de sistema operacional OS X até hoje.

## Descrição

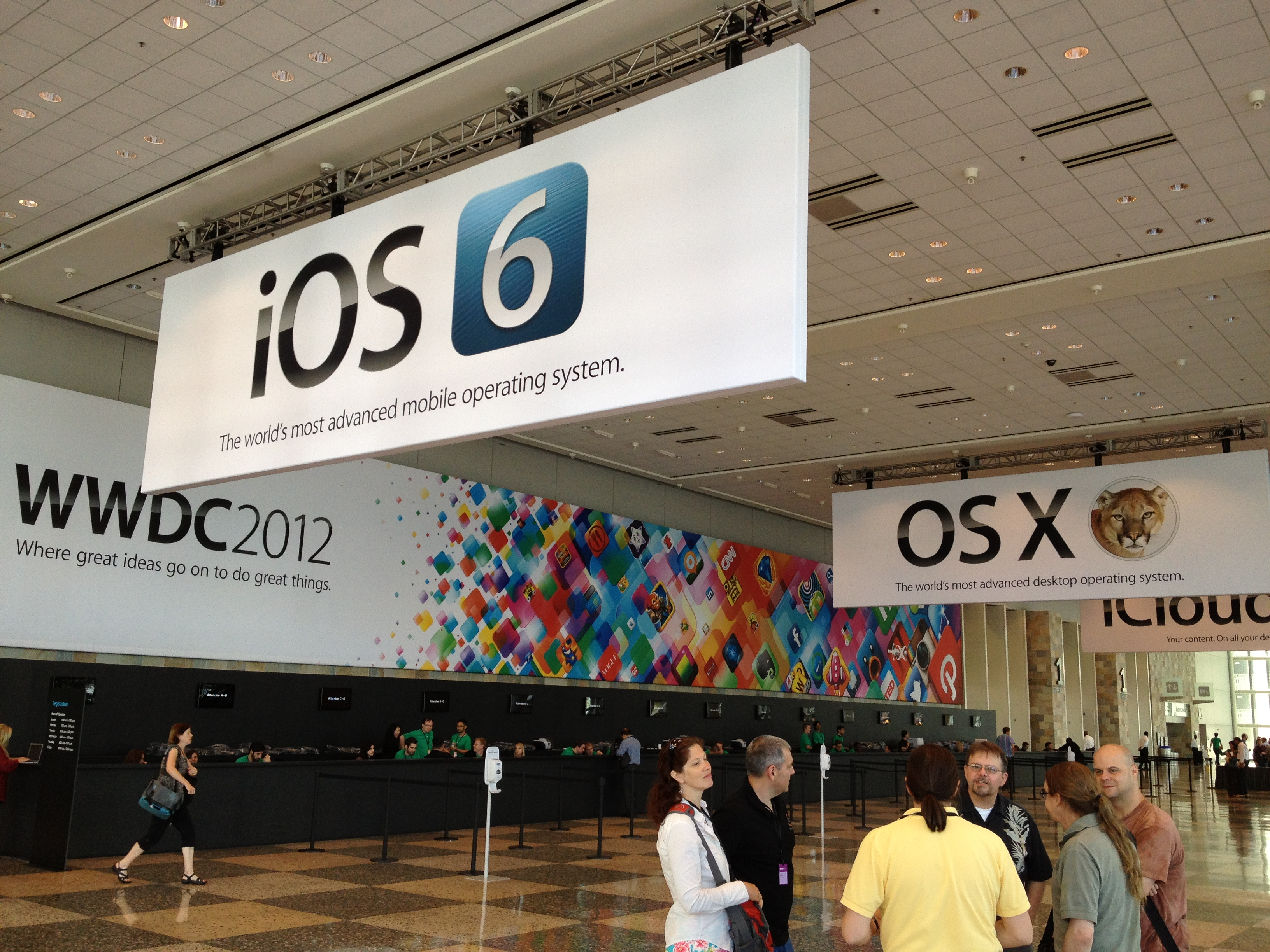
O SX Mountain Lion foi anunciado na WWDC 2012 em Moscone West

O OS X Mountain Lion foi oficialmente anunciado pela Apple em seu site em 16 de fevereiro de 2012, como um sucessor do Mac OS X v10.7 Lion.
Durante a palestra da WWDC, em 11 de junho de 2012, a Apple anunciou uma versão "quase final" do Mountain Lion para desenvolvedores, com uma versão pública sendo lançada em julho de 2012 a um preço de U$ 19,99. A terceira geração do MacBook Pro, MacBook Air revisado, Smart Case do iPad, e terceira geração AirPort Express também foram anunciados na palestra.
A data de lançamento do Mountain Lion (25 de julho) não foi confirmada até o dia anterior, 24 de julho, pelo CEO da Apple, Tim Cook, como parte dos anunciamentos de ganhos do terceiro trimestre da Apple. Ele foi lançado na Mac App Store em 25 de julho de 2012, onde vendeu 3 milhões de unidades nos primeiros quatro dias de lançamento.

## Requisitos do sistema
Os requisitos mínimos do OS X Mountain Lion são:
- OS X v10.6.8 ou posterior
- 2GB de memória
- 8GB de espaço disponível

Os modelos compatíveis com o Mountain Lion são o iMac (da metade de 2007 ou mais recente), MacBook (de alumínio, do final de 2008, do início de 2009 ou mais recente), MacBook Pro (da metade para o final de 2007 ou mais recente), Xserve (início de 2009), MacBook Air (do final de 2008 ou mais recente), Mac mini (do início de 2009 ou mais recente) ou Mac Pro (do início de 2008 ou mais recente).

## Melhorias e inovações

### Central de Notificações
A Central de Notificações foi adicionada ao sistema operacional. Ela fornece uma visão geral de alertas e notificações de aplicativos. Os usuários podem escolher quais aplicativos aparecem na Central de Notificações, e como eles são tratados.
Existem três tipos de notificações: banners, alertas e emblemas. OS Banners são exibidos por um curto período de tempo no canto superior direito da tela do Mac, e depois deslizam para a direita. Alertas são parecidos com os banners, mas não desaparecem da tela até que o usuário clique neles. Emblemas são ícones de notificação vermelhos que são exibidos no ícone do aplicativo, eles indicam o número de notificações de cada aplicativo.
A Central de Notificações pode ser acessada clicando-se no ícone no canto direito da barra de menu. Quando aberto, o usuário pode clicar em um botão para escrever um post no Twitter, postar atualizações de status no Facebook, ou ver todas as notificações. Deslizando-se para cima irá revelar uma opção para desativar a Central de Notificações por um dia. Muitas configurações da Central de notificações podem ser personalizadas no painel "Notificações" em "Preferências do Sistema". Cada aplicação pode ter três maneiras de exibir notificações: nenhum, banners ou alertas. Opções para alternar os ícones de aplicativos e sons também estão disponíveis. Os usuários podem clicar e arrastar um aplicativo no painel para mudar a ordem dos aplicativos que são exibidos na Central de Notificações.

### Mensagens
Um aplicativo de mensagens instantâneas foi adicionado ao sistema operacional. Ele substitui o iChat e é o sistema de mensagens padrão do OS X. Uma versão Beta do aplicativo esteve disponível para download no site da apple até Junho de 2012. A versão oficial do aplicativo está incluso no Mountain Lion.
Tal como acontece com o seu antecessor (o iChat), Mensagens possui mensagens de texto, áudio e compartilhamento de tela. O aplicativo também possui suporte de vídeo, utilizando o FaceTime da Apple para chamadas de vídeo, sempre que possível. Mensagens suporta iMessage, da Apple, um serviço gratuito de mensagens instantâneas anteriormente disponível apenas em dispositivos com iOS. Ele também suporta tanto o "Extensible Messaging and Presence Protocol" (XMPP) (mostrado no aplicativo em seu antigo nome, Jabber) quanto o "AOL Instant Messenger" (AIM). Além disso, ele também oferece uma conexão direta com o Yahoo! Messenger e Google Talk.

### Game Center
O aplicativo Game Center, do iOS foi adicionado ao sistema operacional. O Game Center é uma rede social de jogos multiplayer online, e permite aos usuários jogar e compartilhar jogos com amigos, além de permitir acompanhar o progresso dos mesmos através de placares.. Os jogadores podem ganhar pontos através do cumprimento de desafios determinados pelos jogos.
O jogador deve criar um Apple ID para se associar ao Game Center. Um jogador tem a opção de criar um Apple ID dentro do aplicativo do Game Center se ele não possuir um. Apenas um apelido pode estar associado com um Apple ID.
A cada jogador é atribuído um perfil no Game Center. Um perfil consiste de um apelido do jogador, o número de jogos compatíveis com o Game Center, o número de amigos que o jogador possui, o número de pontos conquistados, e uma foto opcional.

### Atualizações de Aplicativos
O OS X Mountain Lion acrescentou atualizações para muitos aplicativos no sistema operacional. O aplicativo "Chess" agora suporta o Game Center. Widgets do Dashboard podem ser gerenciados em uma interface semelhante ao Launchpad. Mail adiciona lista VIP de e-mails. Lembretes é um novo aplicativo de lista de tarefas, independente do calendário em seu próprio aplicativo que sincroniza com o iOS. O Safari 6 começa uma nova versão e apresenta uma nova Omnibar; Uma combinação da barra de endereço e o campo de pesquisa . O Omnibar também tem um botão "Reader", mostrando ao usuário apenas o texto do artigo sem propagandas ou distrações. O Safari 6 também está disponível para o Mac OS X v10.7 Lion.

### Outras Atualizações
AirPlay é adicionado, o que permite o espelhamento sem fio da tela de um Mac para uma Apple TV. Ditado é um mecanismo de entrada de voz que requer uma conexão de Internet banda larga, e que permite ao usuário ditar ao invés de escrever. O Facebook e o Twitter possuem integração com o sistema operacional. Gatekeeper, é um recurso anti-malware baseado em assinaturas digitais e da Mac App Store.
Power Nap permite Macs de armazenamento flash (Macbook Air final de 2010 ou posterior, ou MacBook Pro com tela Retina) à sincronizar com o iCloud (Lembretes, Calendário, Notas, Mail, e Buscar meu Mac) enquanto está em repouso e também permite a Mac App Store buscar por downloads ou atualizações do OS X, bem como fazer backups periódicos à Máquina do Tempo. Vários protetores de tela novos foram adicionados.
Atualizações de aplicativos são automaticamente instalados a partir da Mac App Store. O Dock recebeu uma aparência atualizada. As barras de rolagem alargam-se quando o mouse passa sobre elas. O Finder exibe uma barra de progresso ao copiar um arquivo, e em ícones do Launchpad quando é feito um download da Mac App Store. O Launchpad tem uma barra de pesquisa para encontrar aplicativos. A Agenda foi renomeada para "Contatos", e iCal foi renomeado para "Calendário". 

## Idiomas suportados
O OS X suporta inúmeros idiomas, sendo eles: alemão, árabe, catalão, chinês, coreano, croata, dinamarquês, espanhol, finlandês, francês, grego, hebreu, húngaro, inglês, italiano, japonês, norueguês, polonês, português, romeno, sueco, tcheco, tailandês, turco e ucraniano, totalizando 25 idiomas. Além destes idiomas, há um suporte para escrita de mais idiomas através dos inúmeros layouts de teclado embutidos dentro do sistema.

## Histórico de Versões
| Versão | Build       | Data                 | Nome do SO  | Notas                                           |
| ------ | ----------- | -------------------- | ----------- | ----------------------------------------------- |
| 10.8   | 12A269 (GM) | 25 de Julho, 2012    | Darwin 12.0 | Lançamento na Mac App Store                     |
| 10.8.1 | 12B19       | 23 de Agosto, 2012   | Darwin 12.1 | Sobre a Atualização OS X Mountain Lion v10.8.1  |
| 10.8.2 | 12C54       | 19 de Setembro, 2012 | Darwin 12.2 | Sobre a Atualização OS X Mountain Lion v10.8.2  |
| 10.8.2 | 12C60       | 4 de Outubro, 2012   | Darwin 12.2 | Sobre a Atualização OS X Mountain Lion v10.8.2  |
| 10.8.2 | 12C3104     | 29 de Novembro, 2012 | Darwin 12.2 | Para Mac Mini (Final de 2012)                   |
| 10.8.3 | 12D78       | 14 de Março, 2013    | Darwin 12.3 | Sobre a Atualização OS X Mountain Lion v10.8.3  |
| 10.8.4 | 12E55       | 4 de Junho, 2013     | Darwin 12.4 | Sobre a Atualização OS X Mountain Lion v10.8.4  |
| 10.8.4 | 12E3067     | 10 de Junho, 2013    | Darwin 12.4 | Para MacBook Air (Metade de 2013)               |
| 10.8.5 | 12F37       | 12 de Setembro, 2013 | Darwin 12.5 | Sobre a Atualização OS X Mountain Lion v 10.8.5 |